# Coryphopterus venezuelae
Coryphopterus venezuelae är en fiskart som beskrevs av Cervigón, 1966. Coryphopterus venezuelae ingår i släktet Coryphopterus och familjen smörbultsfiskar. Inga underarter finns listade i Catalogue of Life.